# Telefoniczna (zajezdnia tramwajowa)
Telefoniczna bądź też ET-1 – zajezdnia tramwajowa w Łodzi funkcjonująca od 15 marca 1986 należąca do MPK-Łódź, położona przy ul. Telefonicznej 40/42. W 2011 zajezdnia obsługiwała linie tramwajowe 1, 3, 4, 7, 9, 10, 11 oraz 12 i wyjeżdżało z niej dziennie 135 pojazdów.

## Historia
Zajezdnia została oddana do eksploatacji 15 marca 1986 r. Zajezdnia tramwajowa była przeznaczona w znacznym stopniu do obsługi linii tramwajowych na wówczas planowanej Trasie Konstytucyjnej, której jednak nigdy nie zbudowano. Jako najmłodsza zajezdnia Łodzi do 2022 była wykorzystywana do najnowszego taboru tramwajowego, takiego jak Bombardier Cityrunner, Pesa Tramicus, czy też Pesa Swing.

### Awaria wodociągowa
W 2018 niedaleko zajezdni miała miejsce awaria wodociągowa uniemożliwiająca powrót tramwajów na zajezdnię. W jej wyniku ok. 60 tramwajów łódzkich musiało stać na ulicach Łodzi przez dwie noce, a około 30 musiało zostać na zajezdni.

## Czasy obecne
Przypisane do niej są wagony typów (stan na rok 2024):
- Konstal 805Na
- Konstal 805NaND
- Konstal 805N-ML
- Bombardier Cityrunner
- Pesa 122NaL Swing
- Duewag NF6D

## Dni otwarte

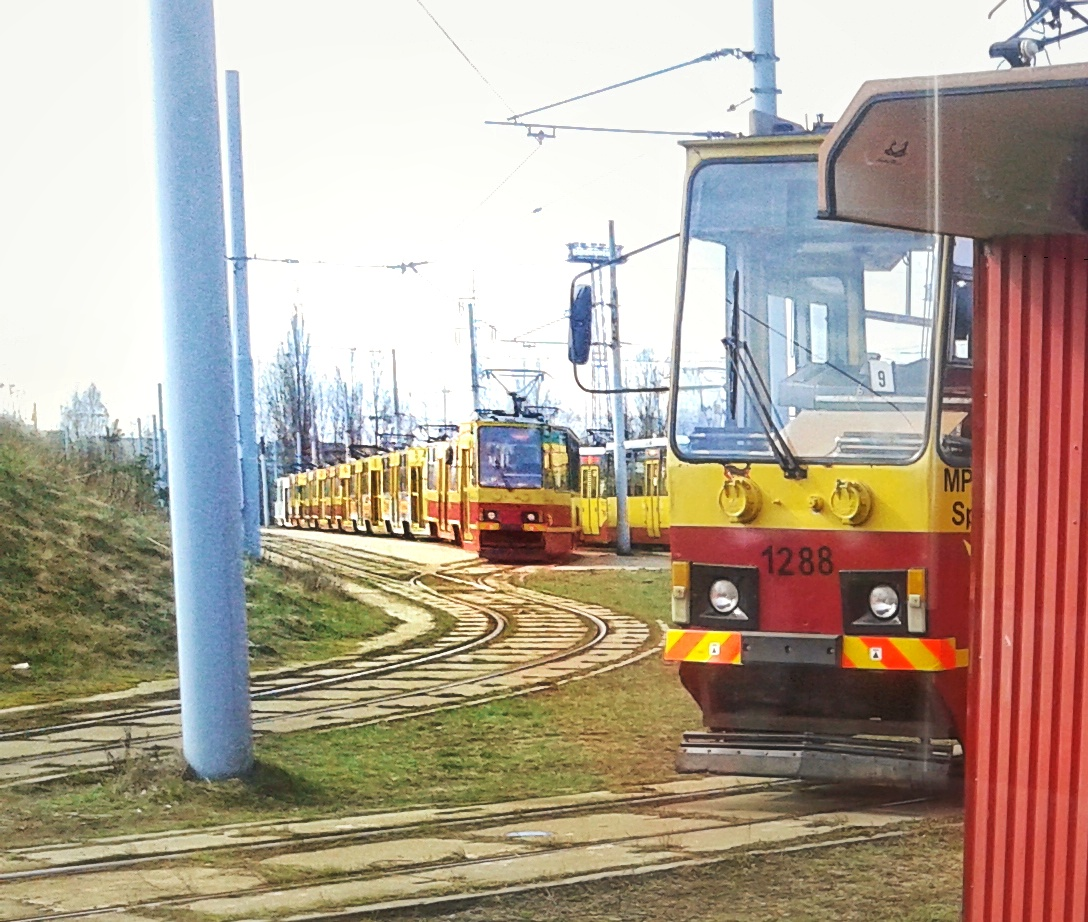
Tramwaje na zajezdni Telefonicznej z bliska podczas dnia otwartego

Dni otwarte zajezdni są organizowane przez Klub Miłośników Starych Tramwajów w Łodzi we współpracy z MPK-Łódź. Obchodzono m.in.:
- jej dwudziestolecie 18 marca 2006. Miał wtedy też miejsce przejazd tramwajem 805Na w historycznych barwach oraz Cityrunnerem wzdłuż dawnych i obecnych linii tramwajowych zajezdni. Udział w imprezie był bezpłatny[2];
- 25-lecie zajezdni 19 marca 2011. W związku z tym można było zwiedzić różne części zajezdni takie jak hala napraw, myjnia, pomieszczenia techniczne, czy też plac postojowy[1];
- Dzień Motorniczego 25 listopada 2018, w którym miał miejsce również dzień otwarty zajezdni. W ramach imprezy można też było poprowadzić nowy tramwaj Pesa Swing[6].

## Przyszłe plany
W 2018 planowano budowę linii tramwajowej na al. Palki oraz dorobienie technicznego toru od ul. Telefonicznej pozwalającego na stworzenie drugiego wyjazdu z zajezdni. Plan ten jednak nie został objęty w ramach programu Tramwaj dla Łodzi oraz był już wcześniej uznany przez Urząd Miasta za niedochodowy.